# Род-Айленд
Род-А́йленд (англ. Rhode Island; офіційна назва — «Штат Род-Айленд») — найменший штат США, розміщений на узбережжі Атлантики. Станом на 2020 рік населення становило 1 098 163 мешканці. Столиця — Провіденс (у міській агломерації сконцентровано 90 % населення штату). У штаті переважає машинобудівна, металургійна, хімічна промисловість; вирощування овочів і фруктів; молочне тваринництво; рибальство; туризм.
Офіційно, ще від ери колоніалізму штат називався Штат Род-Айленду і Плантацій Провіденс (англ. State of Rhode Island and Providence Plantations), але більш відомий загалу як «Род-Айленд». У листопаді 2020 виборці штату затвердили поправку до конституції штату, офіційно відкидаючи «і Плантацій Провіденс» з повного імені. Офіційне прізвисько штату — «Штат океану» (англ. Ocean State), через 640 кілометрів берегової лінії і великі затоки, що складають до 14% площі штату.

## Історія
Колонія Род-Айленд була заснована в 1636 році Роджером Вільямсом після того, як його вигнали з Колонії Массачусетської затоки за релігійні погляди. Він оселився на мисі затоки Наррагансетт біля річки Мошасак, назвавши це місце Провіденс і оголосивши там свободу віросповідання для баптистських поселенців.
18 травня 1652 року Род-Айленд прийняв перший у Північній Америці закон, що забороняє рабство.
Король Англії Карл II дарував Джону Кларку Королівську грамоту на Род-Айленд. Род-Айленд, єдина з 13 колоній, отримав повну свободу віросповідання. Право голосу було надане лише землевласникам, що було досить демократично для того часу, оскільки більшість поселенців були фермерами.
З початком індустріальної революції в колонії утворився великий клас робітників, які не мали права голосу. До 1829 року 60 % вільних білих чоловіків належали до цієї категорії. У 1841 році Род-Айленд був єдиним штатом США, у якому не всі вільні чоловіки мали право голосу. Асамблея штату відмовилася схвалити необхідні поправки, що викликало збройні заворушення в штаті. Заворушення були придушені, але асамблея була змушена ухвалити нову конституцію штату, яка дала право голосу всім чоловікам, які могли заплатити виборчий податок, 1 долар.
Род-Айленд був останньою з початкових 13 колоній, що ухвалила Конституцію США від 29 травня 1790 року.

## Галерея

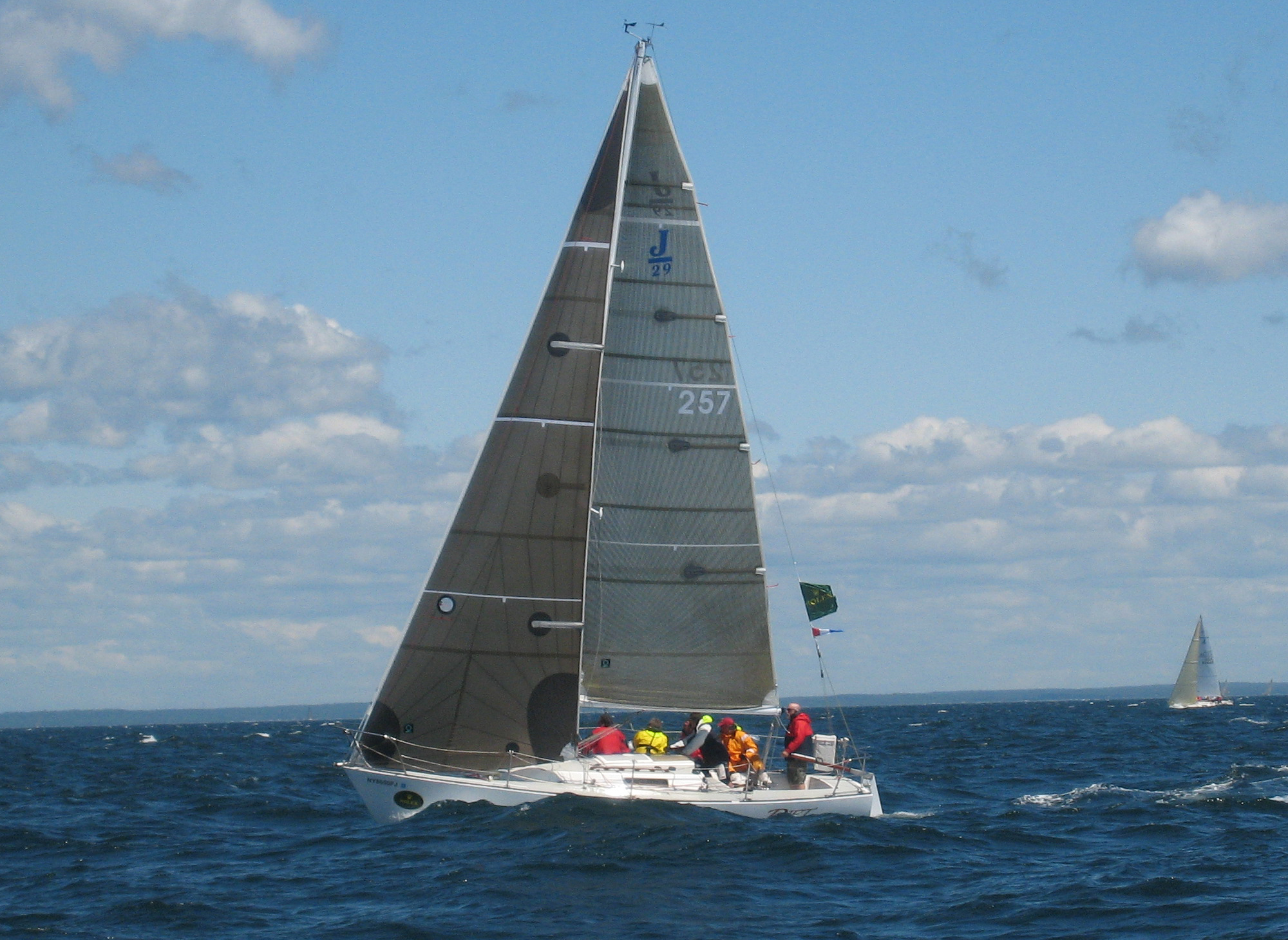
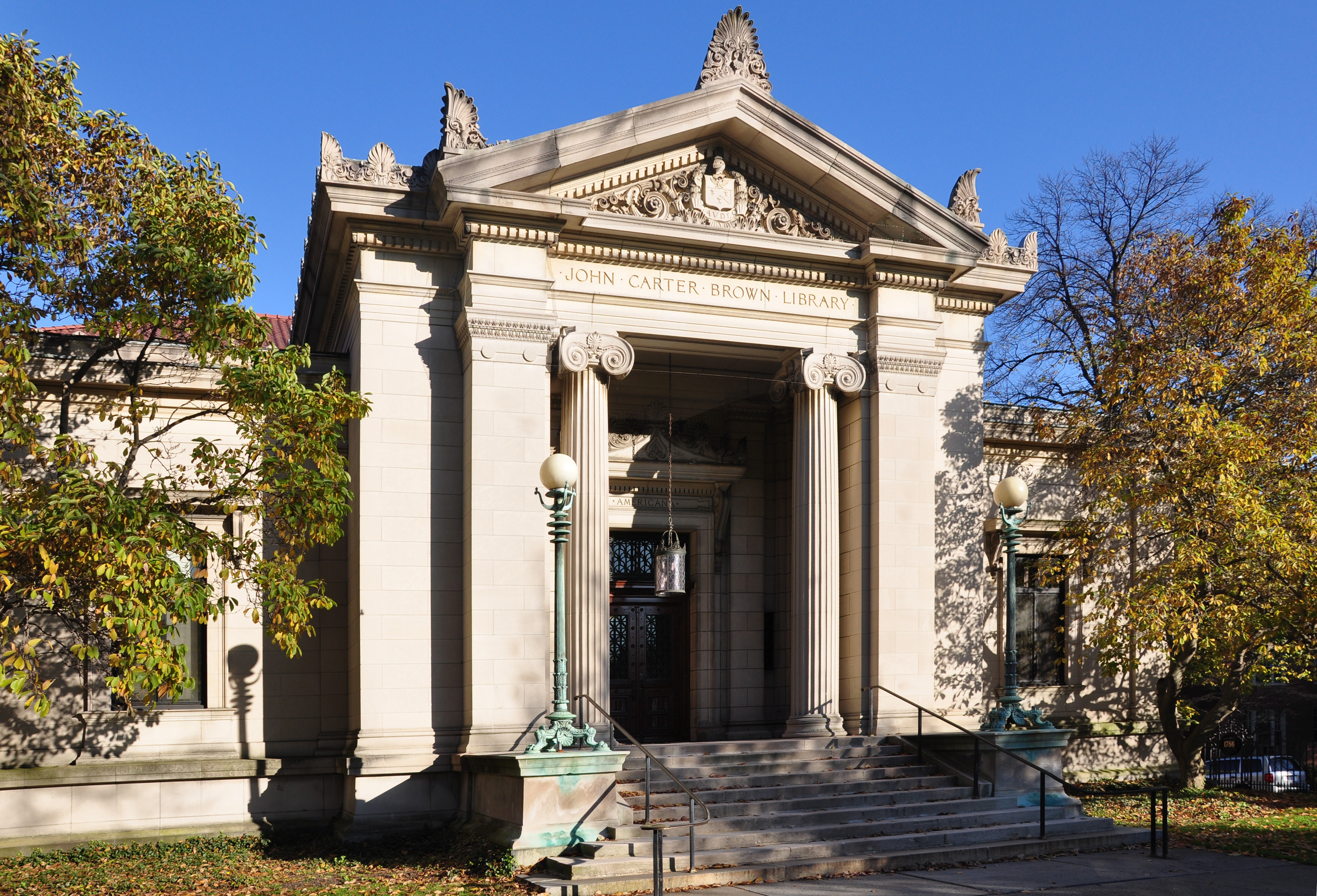
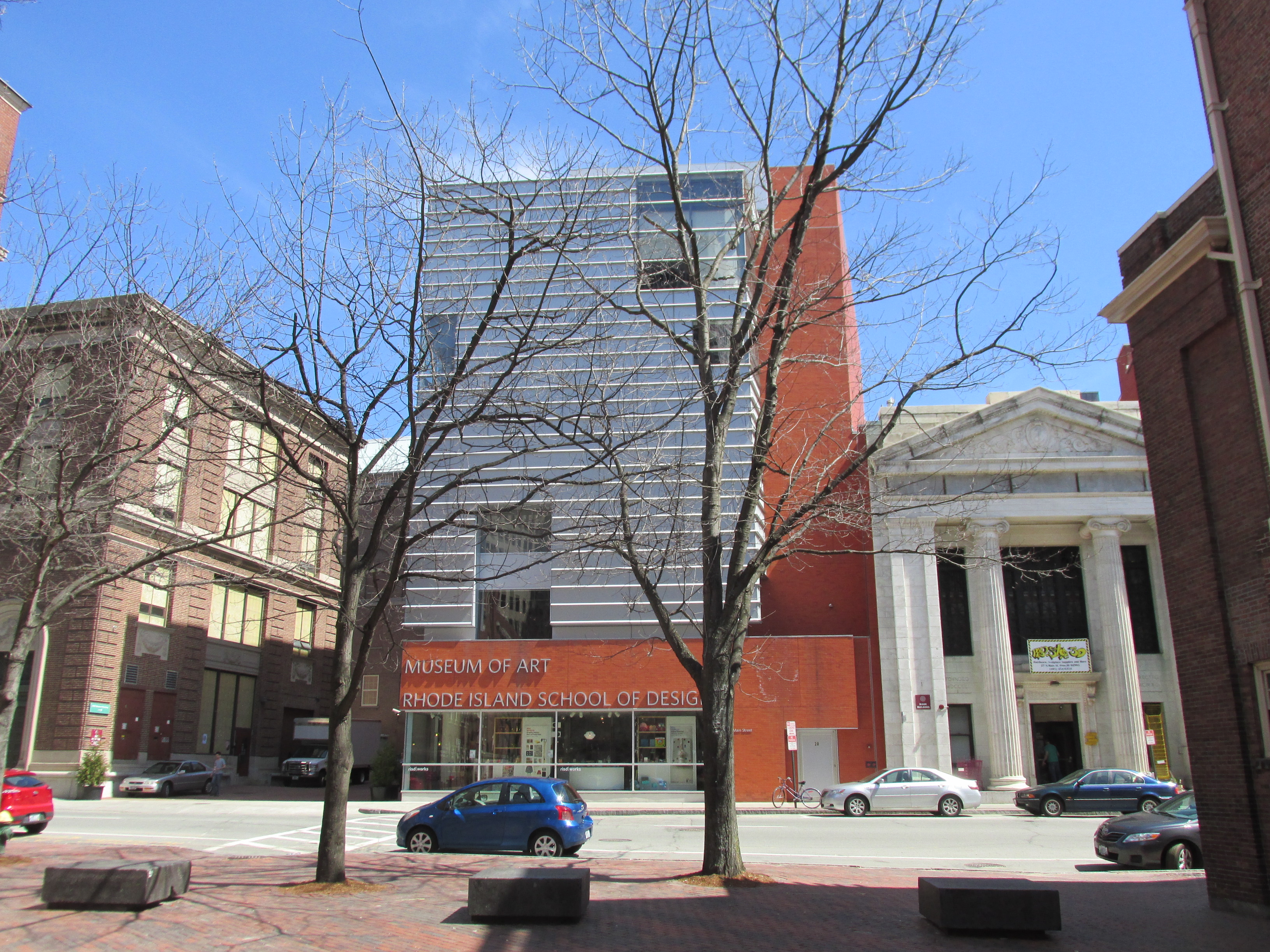

## Географія
Род-Айленд — найменший за територією штат США. Його площа — 4005 км², з них суші — 2710 км², води — 1296 км². Род-Айленд розташований на узбережжі затоки Наррагансетт та прилеглих островах. Штат рівнинний — середня висота — близько 60 м над рівнем моря, найвища — 247 м (височина Джерімот-Гілл), нижча — 0 м (узбережжя Атлантичного океану).

## Демографія
Згідно з офіційними даними Бюро перепису населення США, 2009 року населення штату Род-Айленд становило 1 053 209 осіб. 6,1 % населення штату у віці до 5 років, 23,6 % до 18, 14,5 % — понад 65 років. Жінки становлять 52 % населення.
Релігійна приналежність населення:
- Католики — 62 %
- Протестанти — 25 %
- Інші християни — 1 %
- Інші релігії — 2 %
- Нерелігійних — 7 %

Основні протестантські деномінації штату: баптисти (6 % від населення штату), єпископальна церква США (5 %), методисти (2 %).
Мовний склад населення (2010) 
| Мови          | Частка людей старше 5 років, % |
| ------------- | ------------------------------ |
| Англійська    | 79,18                          |
| Іспанська     | 10,41                          |
| Португальська | 3,41                           |
| Французька    | 1,36                           |
| Італійська    | 0,90                           |
| Креольська    | 0,57                           |
| Китайська     | 0,45                           |
| Кхмерська     | 0,41                           |
| Лаоська       | 0,27                           |
| Польська      | 0,24                           |
| інші          | 2,80                           |

## Освіта
У Род-Айленді розташовані декілька університетів, серед них і всесвітньо відомий Браунівський університет; набирає популярності Johnson & Wales University, а також Школа Дизайну Род-Айленда та Провіденський Коледж. Крім того, у штаті є державні заклади освіти — Род-Айлендський університет та коледж ВМС.